# Istana Darussalam

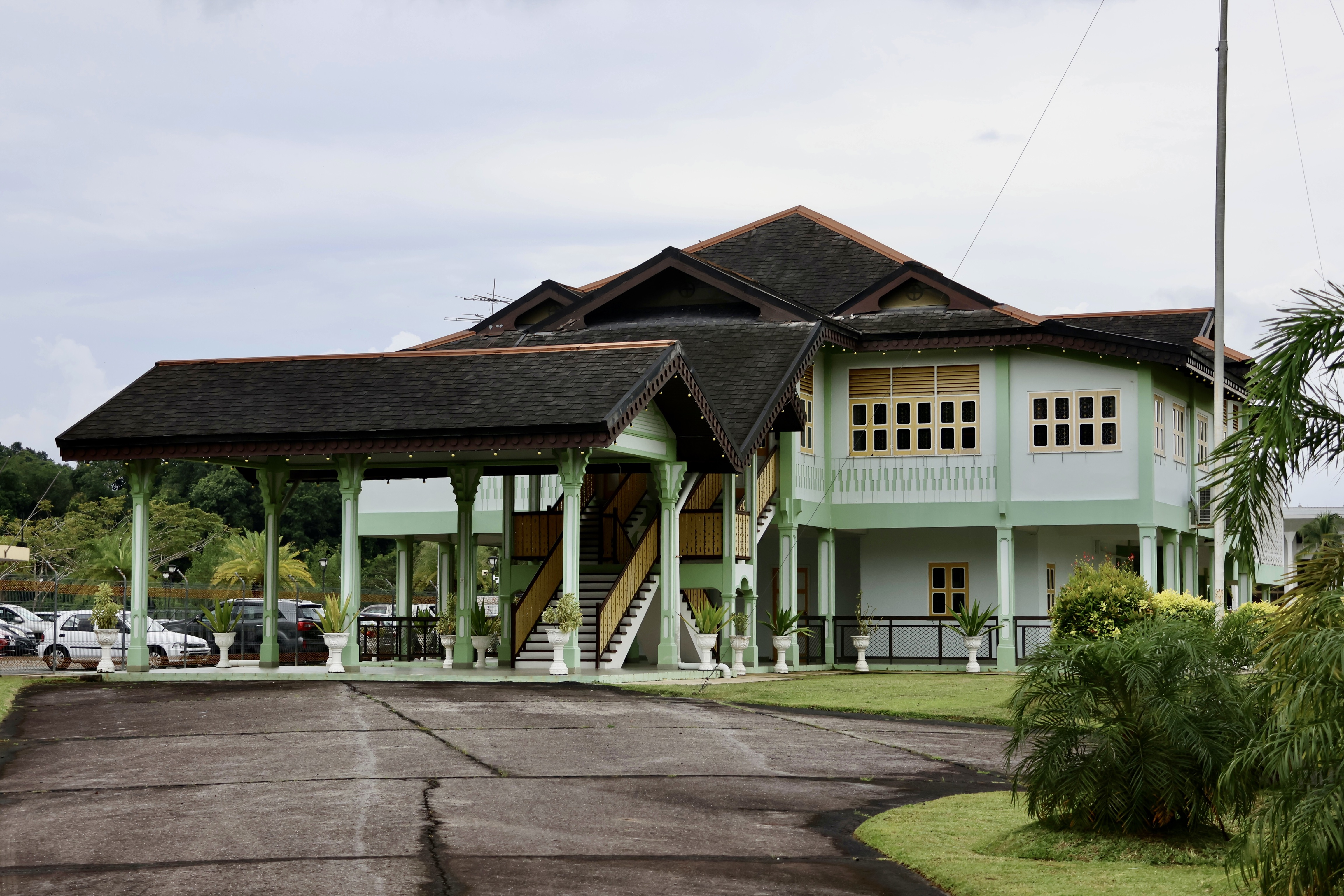
Istana Darussalam (2022)

Der Istana Darussalam (dt. „Darussalam Palast“) in Brunei war die Residenz des ehemaligen Sultans Omar Ali Saifuddin III. und ist Geburtsort des Sultans Hassanal Bolkiah. Der Palast befindet sich im Distrikt Brunei-Muara. Das Gebäude gilt offiziell als Sehenswürdigkeit.

## Architektur
Der Istana Darussalam befindet sich am Ufer des Flusses Kedayan, an der Jalan Darussalam, Mukim Sungai Kedayan (Sumbiling Lama), Distrikt Brunei-Muara. Er ist ein Paradebeispiel für malaiische Architektur. Er wurde 1947 zunächst aus Holz gebaut, später wurde Zement benutzt um bestimmte Hölzerne Säulen und Balken zu ersetzen. Das Gebäude ist in den Farben Grün und Braun gehalten und nach malaiischen Vorbildern gestaltet. Der Palast steht in Kontrast zu den einfachen Dorfhäusern in der Umgebung. Er erstreckt sich über eine Fläche von 0,31 ha (0.76 Acre). Die Baukosten betrugen seinerzeit ca. B$7.000.

## Geschichte
Der Bau wurde in den 1940ern begonnen. Zahlreiche Festivitäten von nationaler Bedeutung haben im Palast stattgefunden, wie zum Beispiel die Geburten von Sultan Hassanal Bolkiah (15. Juli 1946), Mohammed Bolkiah (27. August 1947) und Masna Bolkiah (6. September 1948) 1947 wurde das Erdgeschoss des Gebäudes noch als Privatresidenz von Sultan Omar Ali Saifuddin III. genutzt. Die königliche Familie nutzt das Gebäude mittlerweile nicht mehr, obwohl jeden Freitag Repräsentanten der Sultan-Omar-Ali-Saifuddin-Moschee dort das Tahlil-Ritual vollziehen. Als die königliche Familie 1951 in den Istana Darul Hana umzog, wurden die Gäste des Sultans noch zeitweise im Palast untergebracht, solange er das Malay College Kuala Kangsar (Malay College) in Malaysia besuchte.
Am 7. September 1986 starb Omar Ali im Palast und wurde im Kubah Makam Di Raja beigesetzt. Das Public Works Department des Ministry of Development unterhält derzeit den Palast zusammen mit weiteren historischen Gebäuden.